# Titaniet
Het mineraal titaniet of sfeen is een calcium-titanium-neosilicaat, een verbinding van een neosilicaation met calcium en titanium met molecuulformule CaTiAlFe3+SiO5F, vereenvoudigd tot CaTiSiO5. Het mineraal is een nesosilicaat. Er komt fluor in het mineraal voor, maar ook elementen zeldzame aarde zoals lanthaan, cerium, praseodymium, samarium en neodymium komen er in kleine hoeveelheden in voor. De naam van het mineraal titaniet is afgeleid van de samenstelling, het bevat het element titanium.
Titaniet is grijs, groen, geel, rood of roodbruin, heeft een diamantglans en een roodwitte streepkleur. Het heeft een monoklien kristalstelsel en de splijting van het mineraal is duidelijk volgens het kristalvlak [110] en imperfect volgens [100] en [112]. Het heeft een massadichtheid van 3,48 kg/l, de hardheid is 5 tot 5,5 en het is, door de insluitsels van de zeldzame aardelementen, licht radioactief.
Het mineraal titaniet is een algemeen voorkomend mineraal in dieptegesteenten die felsisch zijn, zoals pegmatieten, gneisen en schisten. De typelocatie is Passau in het zuidoosten van Duitsland. Titaniet komt in Nederland in rivieren voor in de zandfractie van afzettingen uit het Kwartair. In de zware-mineraalanalyse zoals dat bij de Rijks Geologische Dienst gedurende de tweede helft van de twintigste eeuw plaatsvond, wordt het mineraal bij de zogenoemde instabiele groep ingedeeld. Het wordt daarin tot de vulkanische mineralen gerekend. Er worden verschillende variëteiten onderscheiden waarvan er een karakteristiek voor de Maaszanden is.

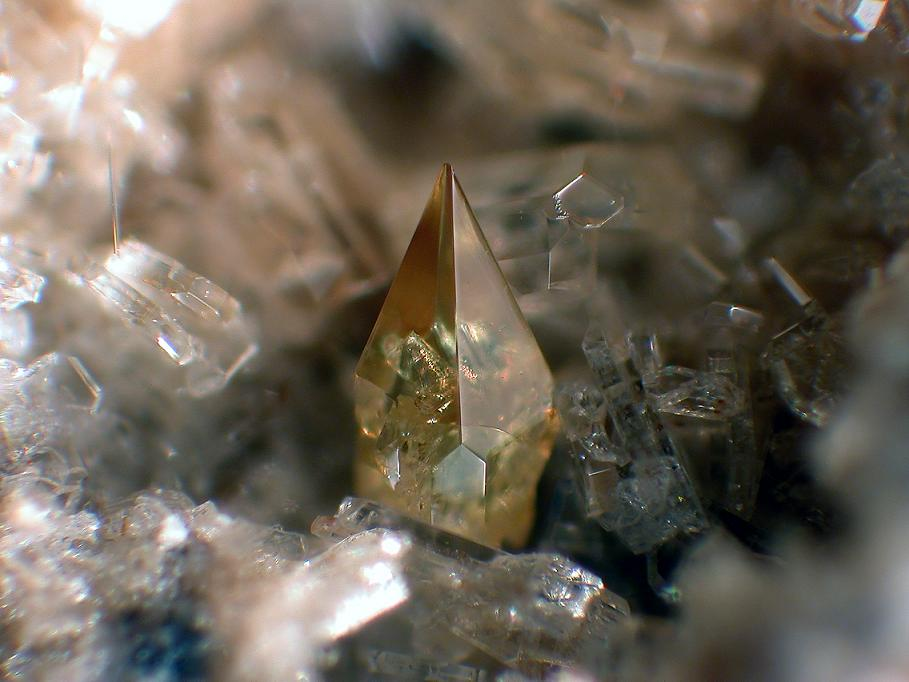
Gele kristallen titaniet van de Wannenköpfe in de Eifel